# Adelpha diocles
Adelpha diocles is een vlinder uit de onderfamilie Limenitidinae van de familie Nymphalidae. De wetenschappelijke naam van de soort werd in 1878 gepubliceerd door Frederick DuCane Godman & Osbert Salvin.